# Hexatoma tinkhami
Hexatoma tinkhami är en tvåvingeart som beskrevs av Alexander 1938. Hexatoma tinkhami ingår i släktet Hexatoma och familjen småharkrankar. Inga underarter finns listade i Catalogue of Life.